# Кріструн Фростадоуттір
Кріструн М'єль Фростадоуттір (ісл. Kristrún Mjöll Frostadóttir, ісландська вимова: [ˈkʰrɪstrun ˈmjœtl̥ ˈfrɔstaˌtouhtɪr̥]; нар. 12 травня 1988) — ісландська політикиня та економістка, що займає пост прем'єр-міністра Ісландії з грудня 2023 року і є чинною головою соціал-демократичного альянсу. Обрана до Альтингу на парламентських виборах 2021 року.

## Раннє життя та освіта
Кріструн народилася в Рейк'явіку в сім'ї етнографа Фрості Фіфіля Йоганнсона та лікарки Стейнунн Гудні Г. Йоунсдоуттір. Закінчила Рейк'явікський коледж, здобула ступінь бакалавра в Університеті Ісландії, а також ступінь магістра з міжнародних студій в Єльській Джексонівській школі глобальних справ (колишньому Джексонівському інституті глобальних справ Єльського університету) і з економіки в Бостонському університеті.

## Кар'єра
Працювала журналісткою ділової газети Viðskiptablaðið, а також в аналітичному департаменті банку Arion. Працювала спеціалістом для Morgan Stanley, спершу в Нью-Йорку, а згодом у Лондоні. Обіймала посаду головної економістки Ісландської торгової палати 2017 року, а у 2018 стала головною економісткою банку Kvika. 2021 року подалася на включення до списків від Соціально-демократичного альянсу в Південному виборчому окрузі Рейк'явіка.

## Політична кар'єра

### Парламент
Вперше обрана членкинею Альтингу від Південного виборчого округу Рейк'явіка на парламентських виборах 2021 року. На позачергових виборах 2024 року обрана представницею від Північного виборчого округу Рейк'явіка.
До обрання прем'єр-міністеркою в 2021—2024 роках була членкинею Бюджетного комітету, а також в 2023 впродовж недовгого періоду членкинею Комітету з економічних справ та торгівлі Ісландії.

### Голова партії
У серпні 2022 року оголосила про свою кандидатуру на пост голови партії. На партійних зборах у жовтні того року обрана без опозиції з підтримкою 94 %.

### Прем'єр-міністерка Ісландії (2024— нині)
Круструн очолювала партію на позачергових парламентських виборах 2024 року, отримавши 20,8 % голосів та 15 мандатів у Альтингу. Проводила переговори щодо створення коаліції з Партією реформ та Народною партією, які розпочалися 4 грудня й завершилися через 17 днів, коли Кріструн разом з її командою призначено прем'єр-міністеркою.

## Особисте життя
Кріструн одружена з Ейнаром Бергуром Інгварссоном, у них є двоє дітей 2019 та 2023 років народження.